# Das Labyrinth der Einsamkeit
Das Labyrinth der Einsamkeit (spanisch: El laberinto de la soledad) ist ein zentraler Essay im literarischen und philosophischen Schaffen des mexikanischen Literaturnobelpreisträgers Octavio Paz. Der Essay wurde 1950 erstmals veröffentlicht, 1959 überarbeitet und um ein Kapitel erweitert und schließlich 1970 ergänzt um den (selbst-)kritischen Teil Postdata, der vom Massaker von Tlatelolco und der Politik der PRI geprägt ist. Octavio Paz verfasste den Text zwischen 1945 und 1951 während seiner Zeit in Paris. Den Anstoß zur Auseinandersetzung mit der mexikanischen Kultur gab jedoch sein zweijähriger USA-Aufenthalt. Entsprechend ist das zentrale Motiv des Bandes die „mexicanidad“, die im Zuge des späten Porfiriats und der mexikanischen Revolution an Bedeutung gewonnen hatte. Diese Diskussion wurde bis dahin von Samuel Ramos, Leopoldo Zea, Alfonso Reyes und anderen Mitgliedern des Ateneo de la Juventud dominiert, die sich an der europäischen Tradition der Völkerpsychologie orientierten. Paz knüpft an wichtige Elemente der Diskussion an, distanziert sich jedoch explizit von dieser Tradition und wendet sich in seinem Versuch, das Wesen des Mexikaners zu erläutern, dem französischen Moralismus zu. Die Frage nach der nationalen Identität verbindet den Text mit anderen nationalpsychologischen Essays, wie sie im 19. und 20. Jahrhundert in Lateinamerika vielfach verfasst wurden, u. a. von Domingo Faustino Sarmiento, Alejo Carpentier und Alfonso Reyes.

## Inhalt
Ähnlich der binären Struktur von Domingo Faustino Sarmientos Großessay Facundo. Civilización y Barbarie (1845) beschreiben die vier Essays des ersten Teils typische Eigenschaften des mexikanischen Charakters, während im zweiten Teil auf zentrale Episoden der mexikanischen Geschichte wie die Eroberung durch die Spanier, die Unabhängigkeit und die Revolution eingegangen wird. Obwohl El laberinto de la soledad also üblicherweise dem Genre des nationalpsychologischen Essays zugerechnet wird, distanziert sich der Erzähler bereits auf der ersten Seite davon, indem er auf die „naturaleza casi siempre ilusoria de los ensayos de psicología nacional“ verweist. Hier zeigt sich Paz’ Rezeption des Surrealismus, der oxymorale Denkfiguren und Widersprüche geradezu anstrebt.
Mit etwa zweihundert Druckseiten ist El laberinto de la soledad deutlich länger als andere Gattungsbeispiele. Die acht Essays und der Appendix verbindet ein Repertoire wiederkehrender Motive (Masken, Spiegelbilder, Odyssee) und Themen (Identität, Einsamkeit, Tod). Die Eigenarten des mexikanischen Nationalcharakters illustriert Paz anhand von Beispielen, die er sowohl der mexikanischen Populärkultur (Schimpfwörter, sexistische Wortspiele, Volkslieder) wie auch der Hochkultur (Lyrik, Philosophie) entnimmt. Einer Hierarchie von E- und U-Kultur verweigert sich der Text, weil Beispiele aus beiden Bereichen eine veranschaulichende Wirkung haben und so gleichberechtigt nebeneinander stehen. Ein zentrales Motiv des Essays ist der dialektische Bezug zwischen Individuum und Gemeinschaft, der auch in der Erzählperspektive wiederzufinden ist: Paz wechselt immer wieder zwischen dem Blickwinkel des subjektiven, essayistischen Ichs, das durch Formeln wie „recuerdo que...“ (“ich erinnere mich, dass...”) ins Bewusstsein gerufen wird, und einem kollektivierenden Sprechen in der ersten Person Plural. Diese Sprechweise suggeriert Gemeinschaft und stellt sie zugleich performativ her. Diese Gemeinschaft ist indessen ein flüchtiger, vorübergehender Zustand, den der Mexikaner besonders auf Volksfesten sucht. Die verschiedenen Betäubungspraktiken (Alkohol, Sex, Drogen) können jedoch nicht darüber hinwegtäuschen, dass der Mensch alleine geboren wird und alleine stirbt. Die Auseinandersetzung mit dem Tod, der „gran boca vacía“, geschieht an der Oberfläche des mexikanischen Bewusstseins. Einen besonderen Stellenwert räumt Paz hierbei Volksfesten wie dem Día de los Muertos ein, der jedes Jahr am 2. November begangen wird. Prä-christliche Bräuche und mythische Zeitkonzeptionen erlauben während solcher Feste ein anderes Gemeinschaftserlebnis. Das Motiv der Maske übernimmt in diesem Zusammenhang eine wichtige Funktion. Sie erlaubt es, die Einsamkeit zumindest temporär zu überwinden. Seine politische Dimension bezieht der Essay aus der historischen Verwurzelung der Analyse. Von der traumatischen Urszene, der Eroberung des Aztekenreichs durch die spanischen Kolonialisten, führt für Paz ein direkter Weg in die Gegenwart mexikanischer Zuwanderer in amerikanischen Großstädten.

## Rezeption
Während Paz’ Essaybände ebenso wie seine Lyrik jeweils schnell in alle großen europäischen Sprachen übersetzt wurden, blieb er in seinem Land auch nach der Verleihung des Nobelpreises für Literatur ein umstrittener Autor, der gleichermaßen von der politisch Linken für seine frühe Kritik am Stalinismus und politisch Konservativen für seine Darstellung Sor Juana de la Cruz als Poetin und Frau kritisiert wurde. Paz’ Essays wurden indessen nicht nur in Lateinamerika viel gelesen, sondern auch in der nordamerikanischen Essayistik etwa von Eliot Weinberger produktiv rezipiert.